# Luis Ibarra
Luis Ibarra (* 23. Februar 1953 in Colón, Panama) ist ein ehemaliger panamaischer Boxer im Fliegengewicht.

## Profikarriere
Am 17. November 1979 boxte er gegen Betulio González um die WBA-Weltmeisterschaft und gewann durch einstimmige Punktrichterentscheidung. Diesen Gürtel verlor er allerdings bereits in seiner ersten Titelverteidigung an Tae-Shik Kim im Februar des darauffolgenden Jahres durch Knockout. 
Am 26. September 1981 eroberte er diesen Gürtel erneut, als er Santos Laciar nach Punkten bezwang. Auch diesmal verlor er den Gürtel bereits in seiner ersten Titelverteidigung an Juan Herrera noch im selben Jahr.